# José Fernández Montesinos
José Fernández-Montesinos Lustau(Granada, 5 de diciembre de 1897 - Berkeley, 8 de junio de 1972), más conocido como José F. Montesinos, fue un crítico literario y profesor de literatura español, perteneciente a la llamada Generación del 27.

## Biografía
Estudió bachillerato en Granada, en cuya universidad se licenció en 1916 en Filosofía y Letras. Junto con su hermano Manuel Fernández Montesinos, fue un asiduo tertuliano del Rinconcillo en el Café Alameda de Granada, adonde acudían entre otros de forma habitual, Melchor Fernández Almagro, el pintor Manuel Ángeles Ortiz, los hermanos Francisco y Federico García Lorca, José Acosta Medina, el historiador de arte y político Antonio Gallego Burín, el ingeniero de caminos Juan José Santa Cruz, el periodista y escritor José Mora Guarnido, Constantino Ruiz Carnero, Francisco Soriano, Miguel Pizarro, Hermenegildo Lanz, Ismael González de la Serna, y el músico Ángel Barrios.
En 1915, trabajó en la redacción de la revista Andalucía (publicación semanal, de la que aparecería solo dos números (el 10 de abril de 1915, el primero; y el 20 de abril del mismo año, el segundo) conservados en los fondos de la Fundación Federico García Lorca. 
En 1917 se incorporó como ayudante de Américo Castro en el Centro de Estudios Históricos de la Junta para Ampliación de Estudios, hasta 1920. Tras un paréntesis de doce años como lector de español en la Universidad de Hamburgo (becado por la JAE), se reintegró de nuevo en el Centro, compartiendo esa actividad con la de impartir cursos en la Universidad Central de Madrid, en los años del «Plan Morente».
Rafael Lapesa señaló el trauma familiar que supuso para Montesinos el golpe militar que desencadenó la guerra civil española: las noticias desde Granada del fusilamiento de su hermano Manuel, alcalde de la ciudad, y del cuñado de éste, Federico García Lorca. Durante la contienda, fue miembro del Comité de redacción de la revista Hora de España, editada en Valencia primero y luego en Barcelona. El exilio y los años de «horrores y privaciones sin cuento», como el mismo llegaría a describirlos en 1944, serían progresivamente superados, tras su paso por la Universidad de Poitiers, y el traslado en 1946 a la Universidad de California, en Berkeley, de la que fue profesor hasta 1970. Joseph H. Silverman escribió que los años de Berkeley «representan la vuelta a la vida después de los sufrimientos y el hastío ocasionados por las guerras de 1936-1945».

## Profesorado y publicaciones
Montesinos fue profesor de la Universidad de Madrid y de varias Universidades extranjeras, como Hamburgo, Poitiers y Berkeley, donde finalmente se quedó en 1946. Erudito estudioso de Lope de Vega, o erasmistas como Juan y Alonso de Valdés -del primero editó el Diálogo de la lengua, y del segundo el Diálogo de las cosas ocurridas en Roma Madrid: La Lectura, 1928); son notables así mismo sus análisis de la obra de Galdós y la novela del siglo XIX. Es conocido sobre todo por sus ediciones críticas de clásicos de la literatura española, en que el cuidado erudito de la investigación está acompañado de una poco común agudeza crítica. Entre ellas destacan El marqués de las Navas, La corona merecida, El cuerdo loco, El cordobés valeroso, Barlaam y Josafat y Pedro Carbonero, todas de Lope de Vega, así como una edición de sus Poesías líricas para la colección "Clásicos Castellanos" de la Editorial Espasa-Calpe. Colabora asiduamente en la Revista de Filología Hispánica y la Nueva Revista de Filología Hispánica, y se gana fama de reseñista duro y crítico literario muy agrio. Entre 1937 y 1938 fue agregado cultural de la República Española en Washington y en el verano de 1938 se trasladó a París, donde permanecería hasta 1940.
Entre sus obras más significativas figuran Estudios sobre Lope (1951]) e Introducción a una historia de la novela en España, en el siglo XIX (Madrid: Castalia, 1955), a la que incorporó un interesante «Esbozo de una bibliografía de traducciones de novelas, 1800-1850». Otros trabajos suyos son Pedro Antonio de Alarcón (Zaragoza, 1955), Valera o la ficción libre: ensayo de interpretación de una anomalía literaria (1956) y los tres volúmenes sobre Galdós (Madrid: Castalia, 1980). Muchos años después de su muerte se publicó Entre Renacimiento y Barroco. Cuatro escritos inéditos (Ed. Pedro Álvarez de Miranda; Granada: Comares, 1997).